# Кенсет (Арканзас)
Кенсет (енгл. Kensett) град је у америчкој савезној држави Арканзас.

## Демографија
По попису из 2010. године број становника је 1.648, што је 143 (-8,0%) становника мање него 2000. године.
| Група             | 2000.         | 2010.         |
| Белци             | 1.236 (69,0%) | 1.076 (65,3%) |
| Афроамериканци    | 435 (24,3%)   | 302 (18,3%)   |
| Азијати           | 6 (0,3%)      | 4 (0,2%)      |
| Хиспаноамериканци | 72 (4,0%)     | 235 (14,3%)   |
| Укупно            | 1.791         | 1.648         |